# Aeolis Palus
Aeolis Palus — це рівнина, розташована між північною стіною кратера Ґейл та північним передгір'ям гори Aeolis Mons на планеті Марс. Центр рівнини розміщений за координатами 4°28′ пд. ш. 137°25′ сх. д. / 4.47° пд. ш. 137.42° сх. д..
Космічна місія NASA Mars Science Laboratory доставила на цю рівнину марсохід у серпні 2012 року, тим самим започаткувавши широкомасштабну місію для дослідження планети та розвитку планетології. Станом на 2013 рік марсохід під назвою «К'юріосіті» досліджував рівнину Aeolis Palus, як частину своєї запланованої дворічної наукової місії.

## Дослідження за допомогою космічних апаратів
5 серпня 2012 року, о 22:32 PDT — час, використаний для місії (6 серпня 2012 року, 5:32 UTC), координатори місії у JPL отримали сигнал від марсохода «К'юріосіті» про те, що він здійснив успішну посадку у районі «Yellowknife» Quad 51 на рівнині Aeolis Palus. Завданням марсохода є дослідження поверхні на території кратера Ґейл, спершу фокусуючись на площі поблизу місця висадки на Aeolis Palus, а потім просуваючись у найближче передгір'я гори Aeolis Mons (неофіційно — «гора Шарпа», англ. Mount Sharp) для дослідження геологічних особливостей та шарів поверхні.
26 вересня 2013 року науковці NASA доповіли про те, що марсохід «К'юріосіті» виявив на Марсі у зразках марсіанського ґрунту значні, легкодоступні запаси води (від 1.5 до 3 процентів загальної маси). Зразки ґрунту були взяті у місцевості під назвою «Rocknest» на рівнині Aeolis Palus кратера Ґейл Крім того, NASA повідомили про те, що марсохід виявив два основні типи марсіанського ґрунту: дрібнозернистий реголіт основного типу, та грубозернистий реголіт місцевого походження — кислого типу. Утворення ґрунтів основного типу, так само як і інших марсіанських ґрунтів та атмосферного пилу, асоціювалося із гідратацією ґрунту в його аморфному стані. У місці висадки марсохода «К'юріосіті» (а також раніше, далі на північ, де здійснив посадку космічний апарат «Фенікс») були виявлені перхлорати, присутність яких може значно ускладнити пошук органічних молекул на Марсі, які могли б мати відношення до теоретичного минулого життя на цій планеті. Присутність перхлоратів у цьому місці дозволяє припустити «глобальне розповсюдження цих солей». NASA також повідомили, що камінь Jake M, знайдений марсоходом «К'юріосіті» на шляху до району Glenelg, виявився магіаритом, дуже подібним до земних магіаритових порід.
9 грудня 2013 року науковці NASA доповіли, що на основі інформації, здобутої марсоходом «К'юріосіті» під час праці на Aeolis Palus, у кратері Ґейл колись містилося древнє прісноводне озеро, яке могло становити приязне середовище для мікроорганічного життя.

## Bradbury Landing
«Bradbury Landing» — це назва місцевості розташованої на рівнині Aeolis Palus. Це — місце посадки марсохода «К'юріосіті». Координати місця посадки: 4°35′22″ пд. ш. 137°26′30″ сх. д. / 4.5895° пд. ш. 137.4417° сх. д.. Місце приземлення марсохода було назване так на честь письменника у жанрі наукової фантастики — Рея Бредбері. NASA оприлюднили цю назву в день народження письменника, коли йому мало б виповнитися 92 роки — 22 серпня — на честь автора, який помер за кілька місяців до цього — 5 червня 2012 року. Майкл Меєр, науковець NASA, який брав участь у роботі із марсоходом «К'юріосіті», висловився так:

| «Це не було важким вибіром для нашої наукової команди. Багатьох із нас, а також мільйони інших читачів надихали у повсякденному житті оповідання Рея Бредбері, написані, аби помріяти про можливість життя на Марсі.»[22] Оригінальний текст (англ.) «This was not a difficult choice for the science team. Many of us and millions of other readers were inspired in our lives by stories Ray Bradbury wrote to dream of the possibility of life on Mars.» |
У 1940-х Бредбері написав збірку оповідань під назвою «Марсіанські хроніки». Команда «К'юріосіті» залишила повідомлення на Twitter:

| «В знак подяки, я присвячую своє місце висадки на Марсі тобі, Рей Бредбері. Вітання із Bradbury Landing!»[22] Оригінальний текст (англ.) «In tribute, I dedicate my landing spot on Mars to you, Ray Bradbury. Greetings from Bradbury Landing!» |
NASA випустили відеокліп, у якому Бредбері читає свою поему «If Only We Had Taller Been».

## Знімки

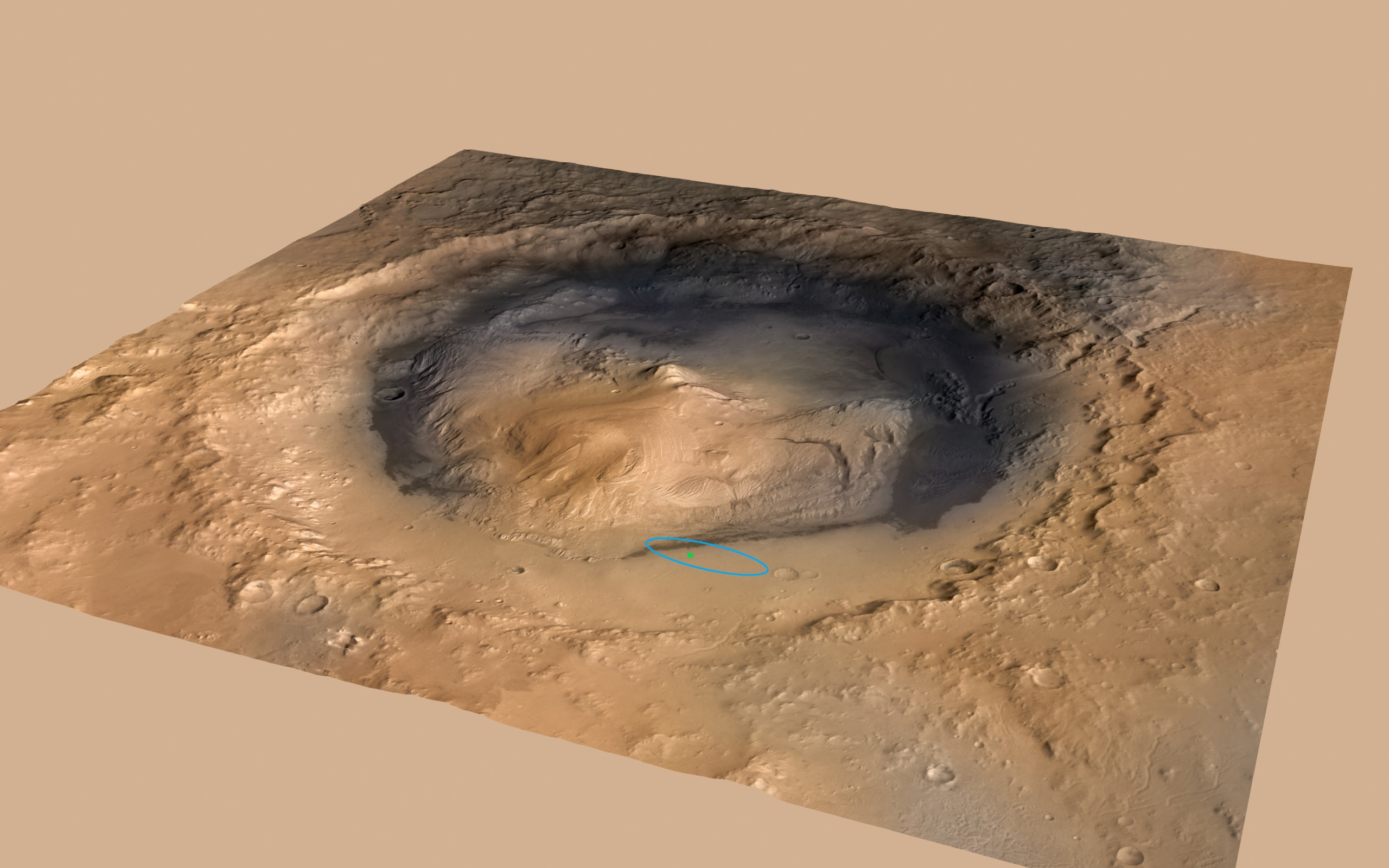
Місце посадки марсохода «К'юріосіті» на рівнині Aeolis Palus, та навколишнє середовище — перша кольорова панорама 360 (серпень 8/10, 2012).
- На честь найменування місцевості Bradbury Landing, NASA випустили відеокліп, у якому Рей Бредбері читає свою поему «If Only We Had Taller Been».
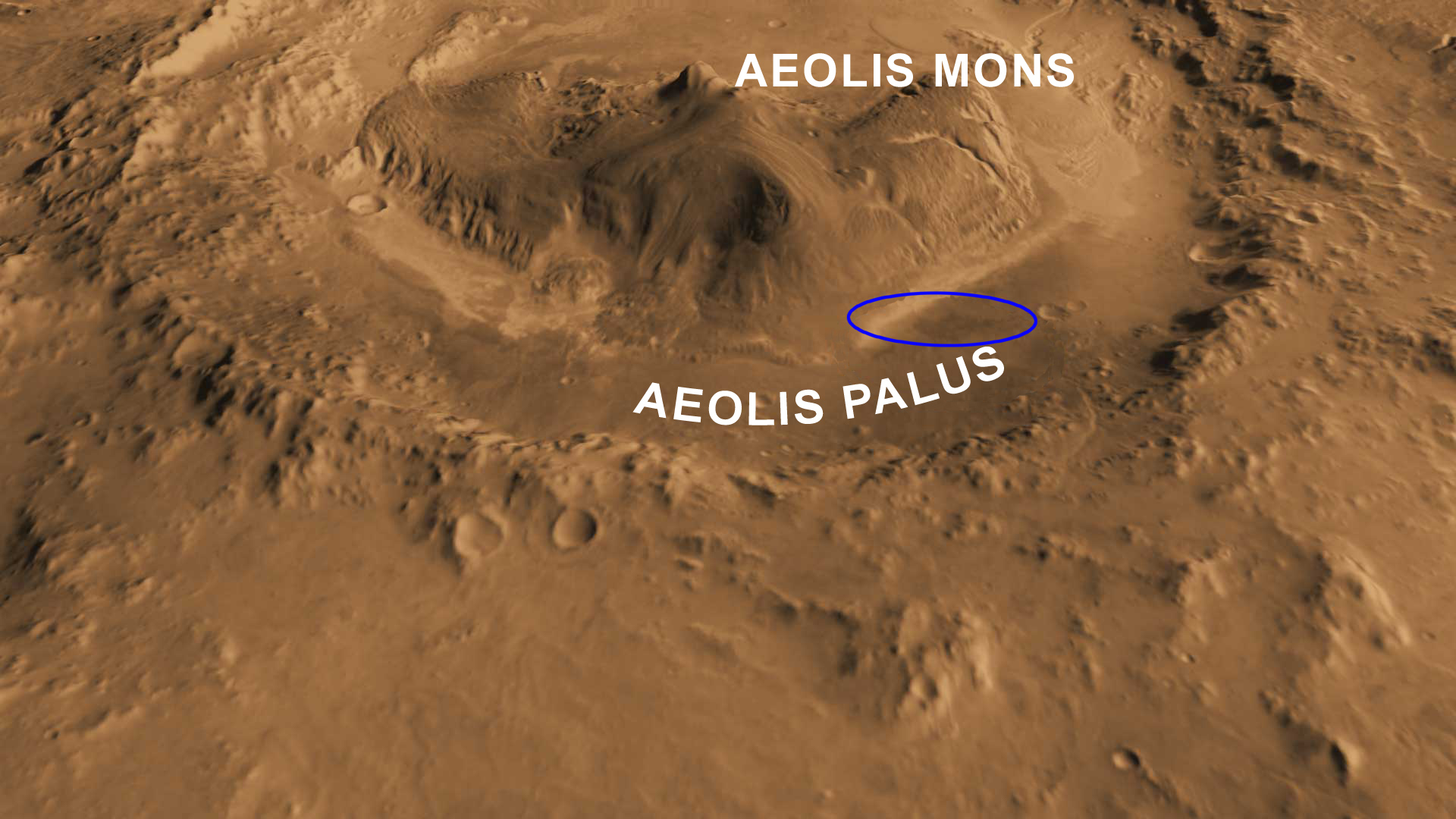
Aeolis Mons височіє посередині кратера Ґейл — зелена крапка позначає місце посадки марсохода «К'юріосіті» на Aeolis Palus.
- Кратер Ґейл — місце посадки на Aeolis Palus поблизу Aeolis Mons («Mount Sharp») — північ внизу.
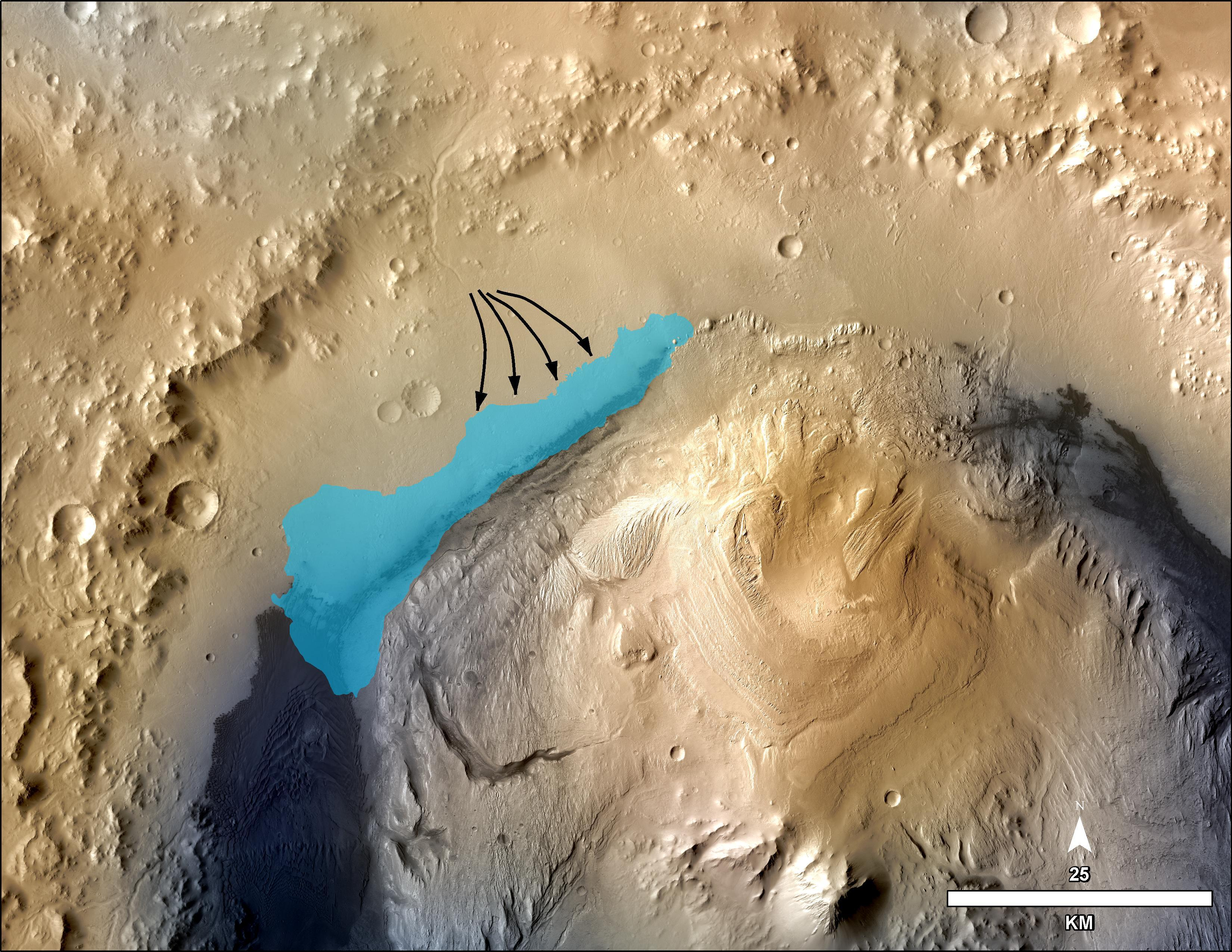
Древнє озеро на території рівнини Aeolis Palus у кратері Ґейл — ймовірний розмір (9 грудня, 2013).
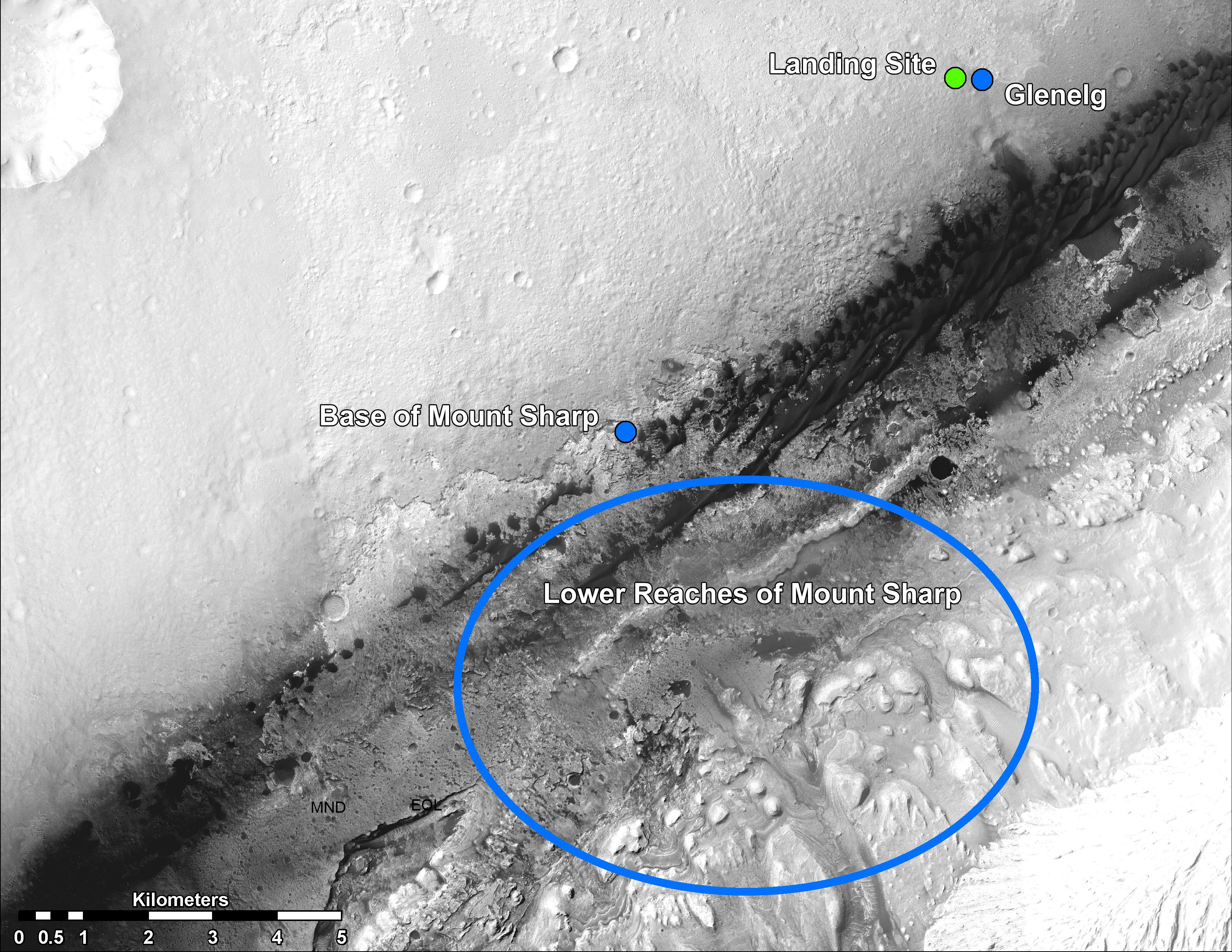
Місце посадки (зелена крапка) марсохода «К'юріосіті» — синя крапка позначає місцевість Glenelg Intrigue — обведене синім позначає підніжжя гори Aeolis Mons — заплановану територію досліджень.
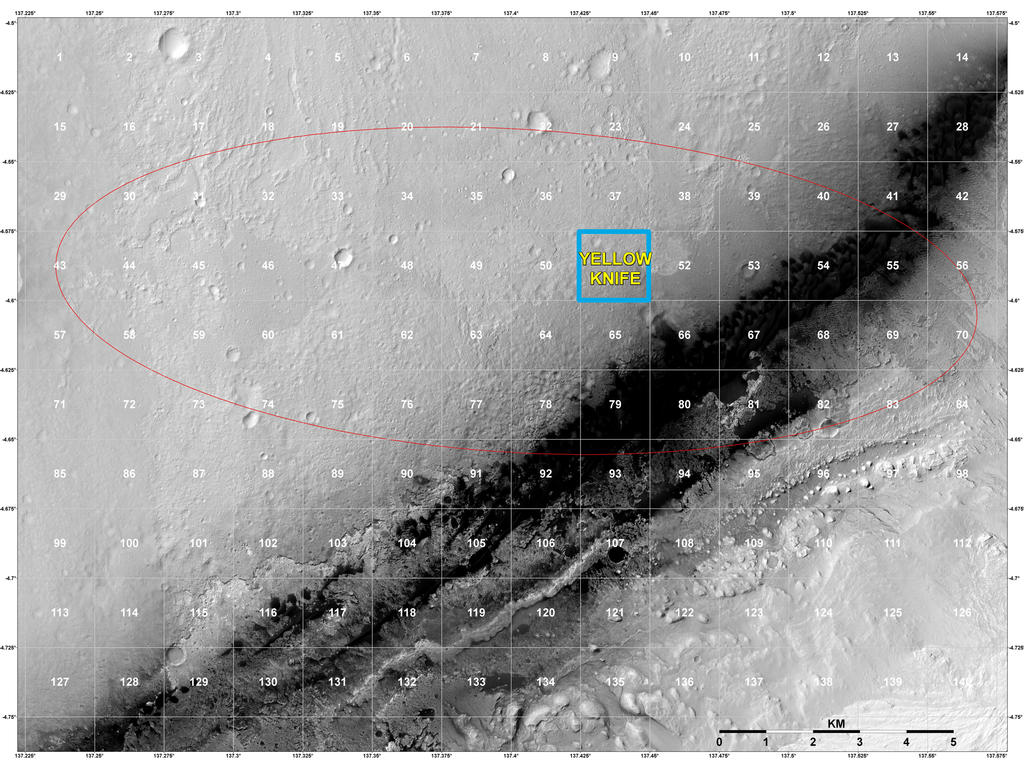
Місце посадки марсохода «К'юріосіті» — у карту «Quad Map» входить місцевість «Yellowknife» Quad 51 у долині Aeolis Palus у кратері Ґейл.
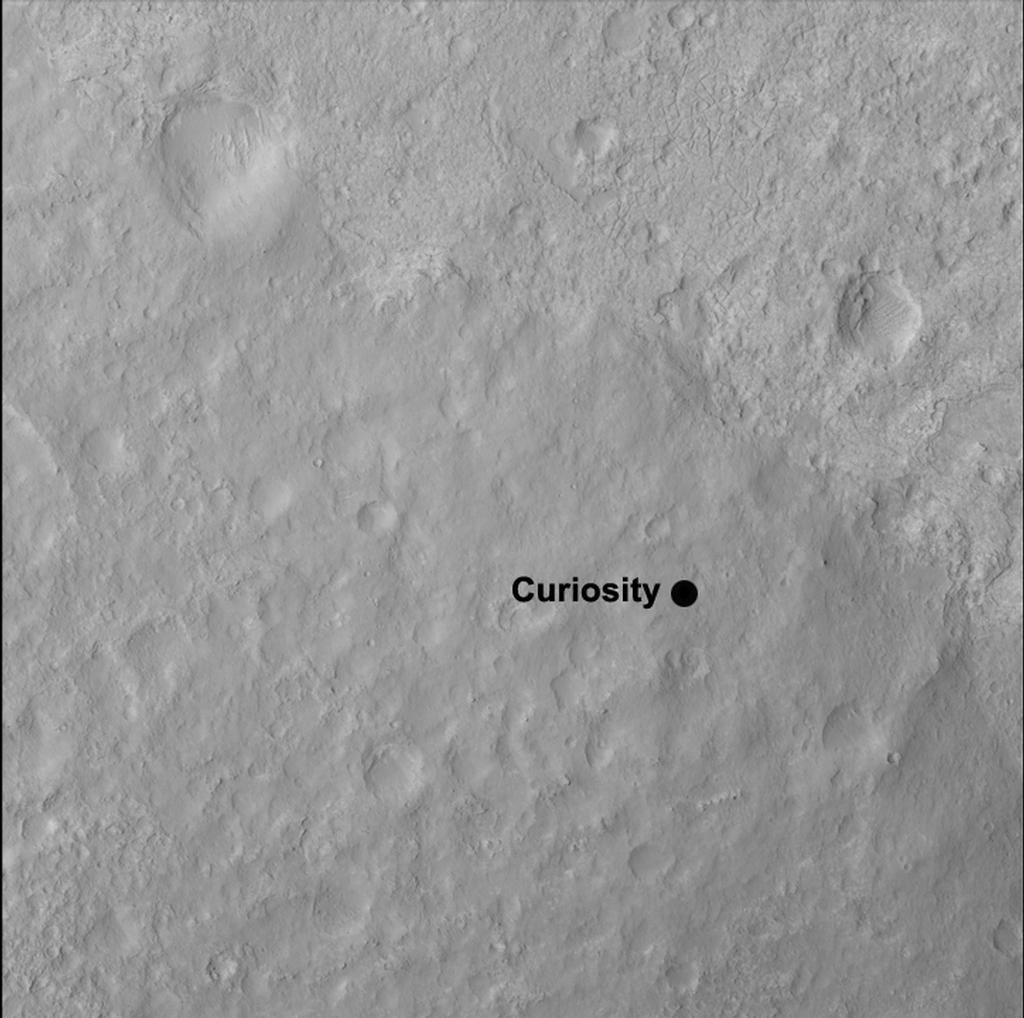
Місце посадки марсохода «К'юріосіті» - "Yellowknife"  Quad 51 (1 миля на 1 милю), Aeolis Palus, кратер Ґейл.
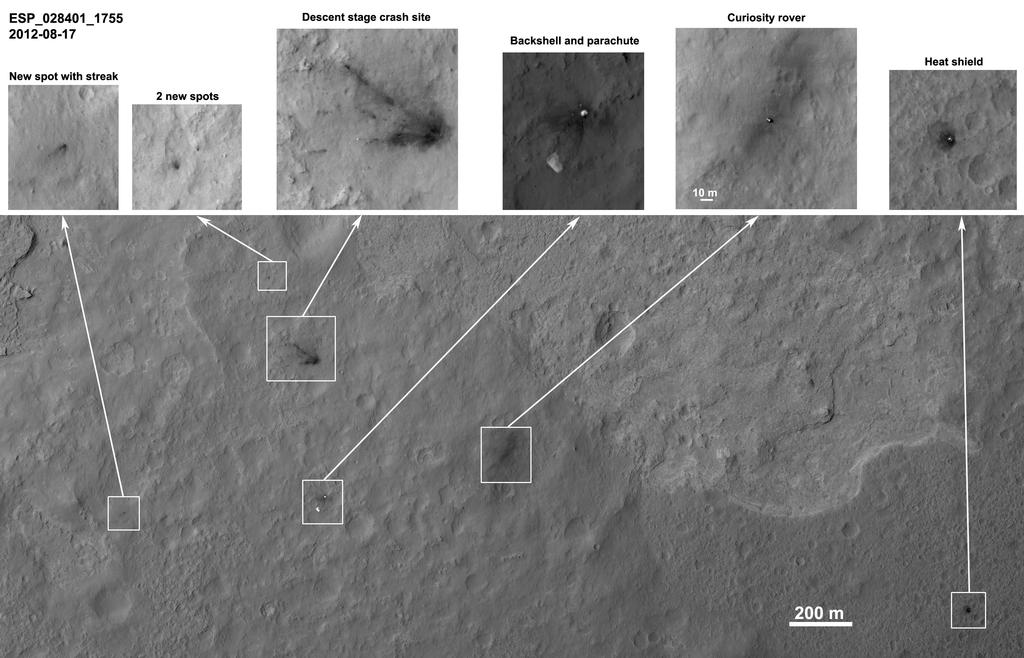
Знімок зони засмічення MSL, виконаний апаратом HiRISE 17 серпня 2012 р. - парашут розташований на відстані 615 м від марсохода «К'юріосіті».[27] (3-D: марсохід та  парашут)
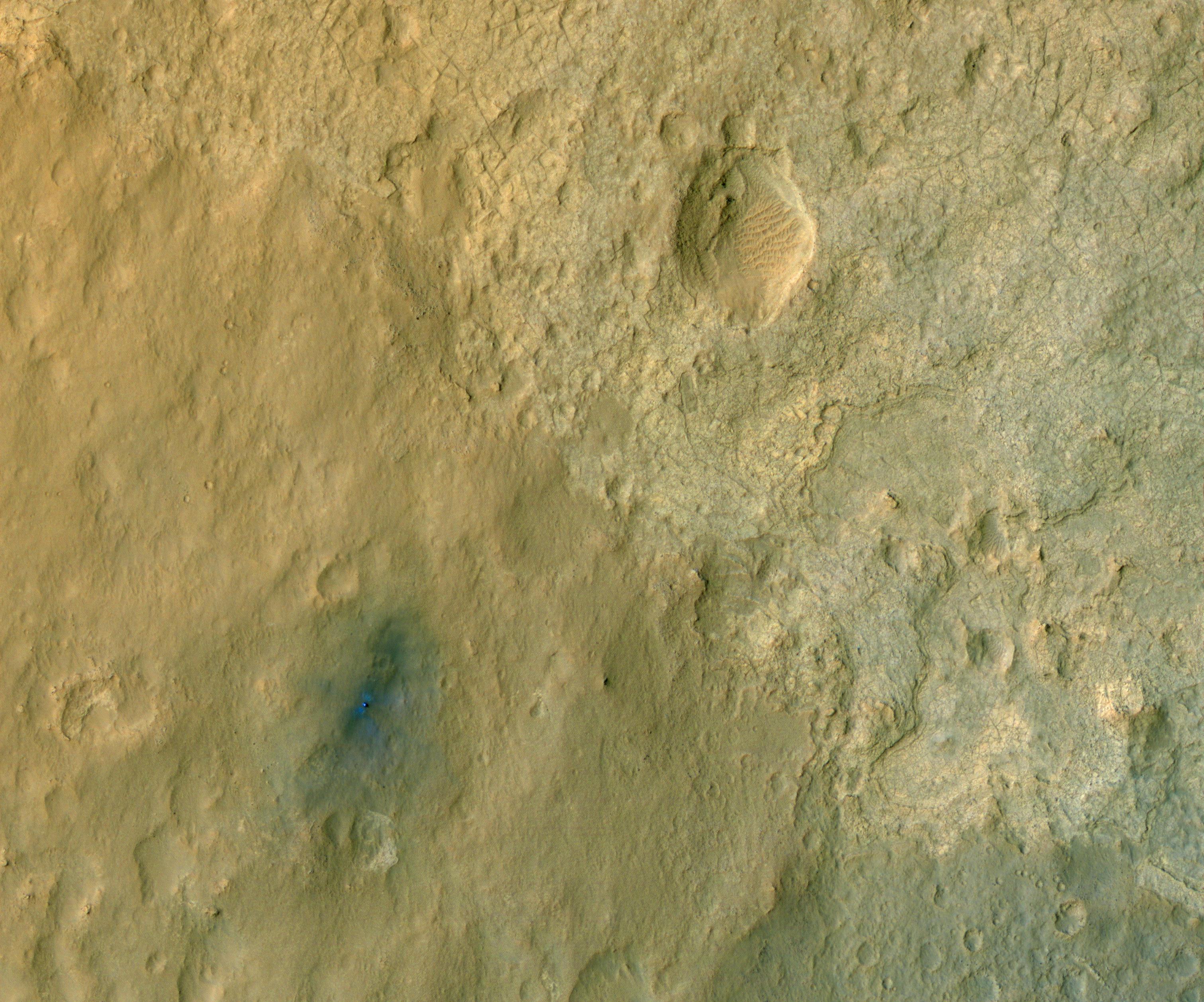
Місце посадки марсохода Curiosity («Bradbury Landing»), знімок HiRISE (MRO) (14 серпня, 2012).
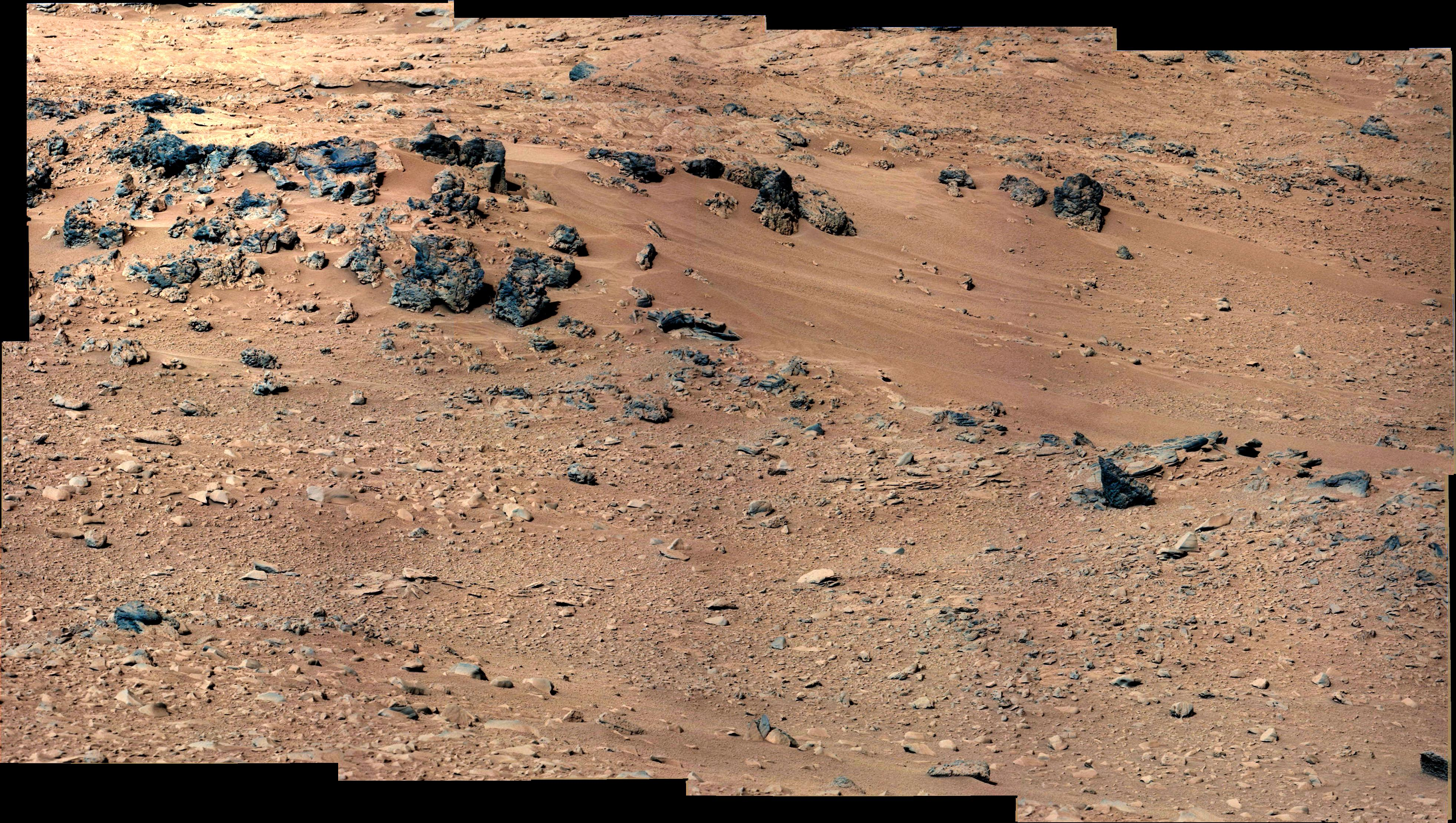
Клапоть піщаної поверхні «Rocknest» у рівнині Aeolis Palus — між місцевостями «Bradbury Landing» та Glenelg (28 вересня, 2012).
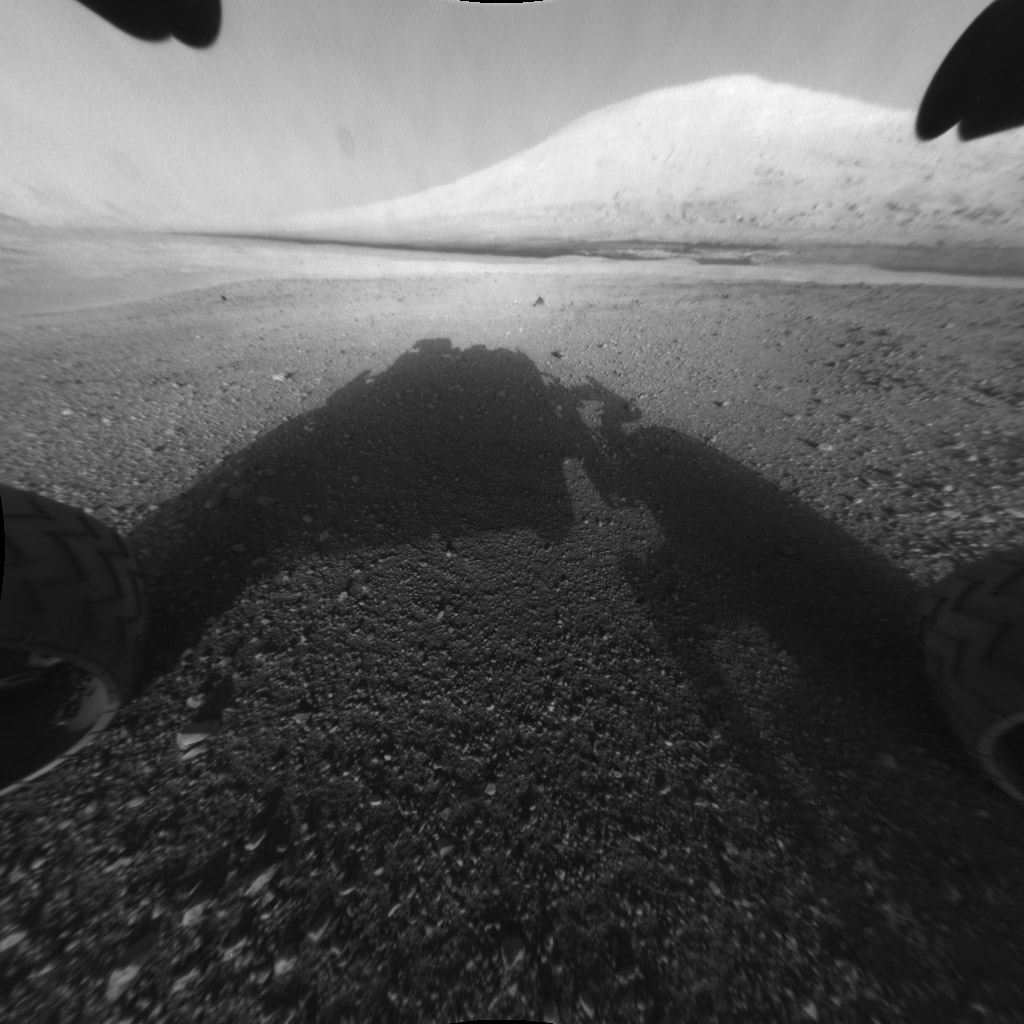
Aeolis Palus із Aeolis Mons («Mount Sharp»), знімок виконаний марсоходом «К'юріосіті» (6 серпня, 2012).
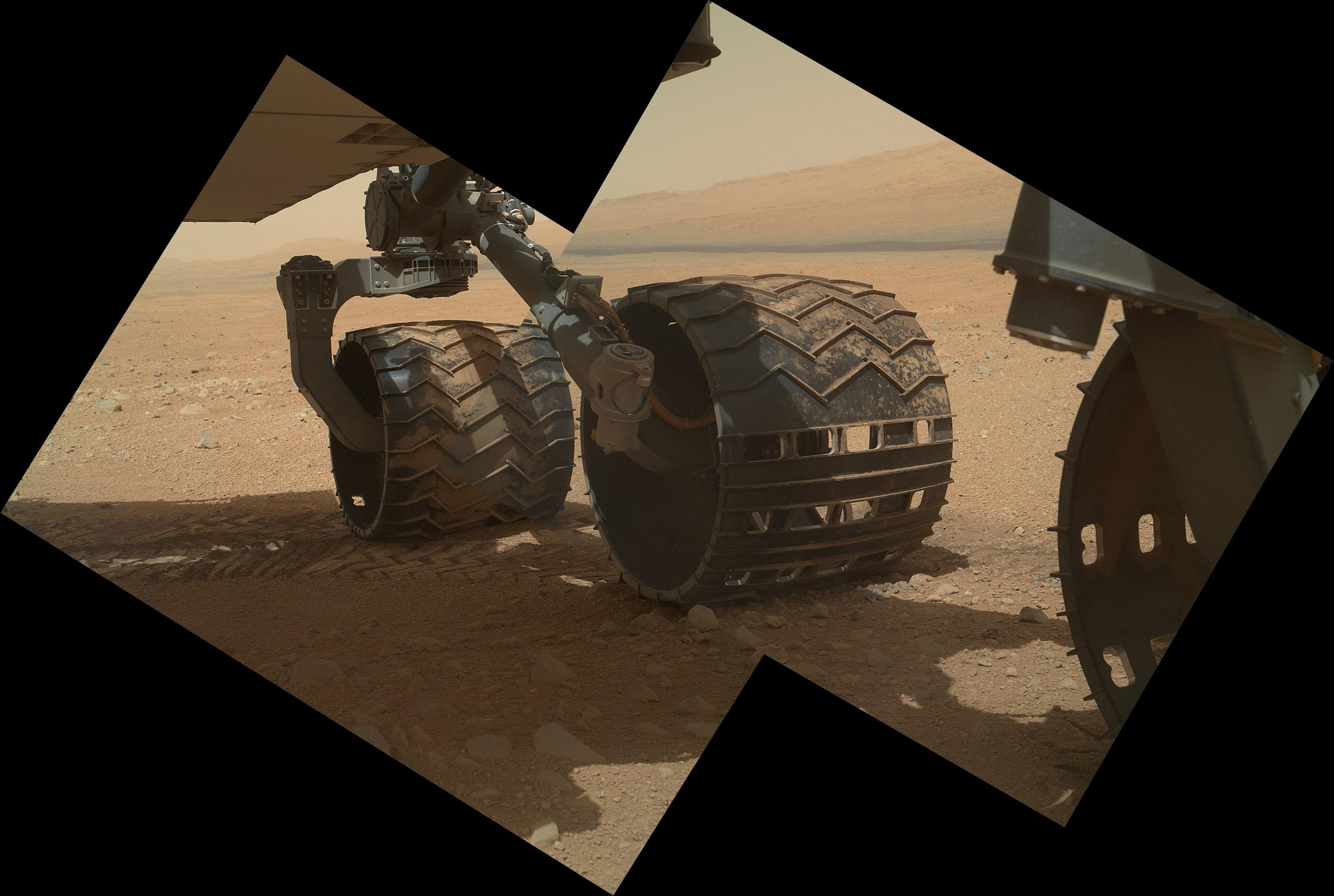
Колеса марсохода «К'юріосіті» — «Mount Sharp» слугує фоном (MAHLI, 9 вересня, 2012).
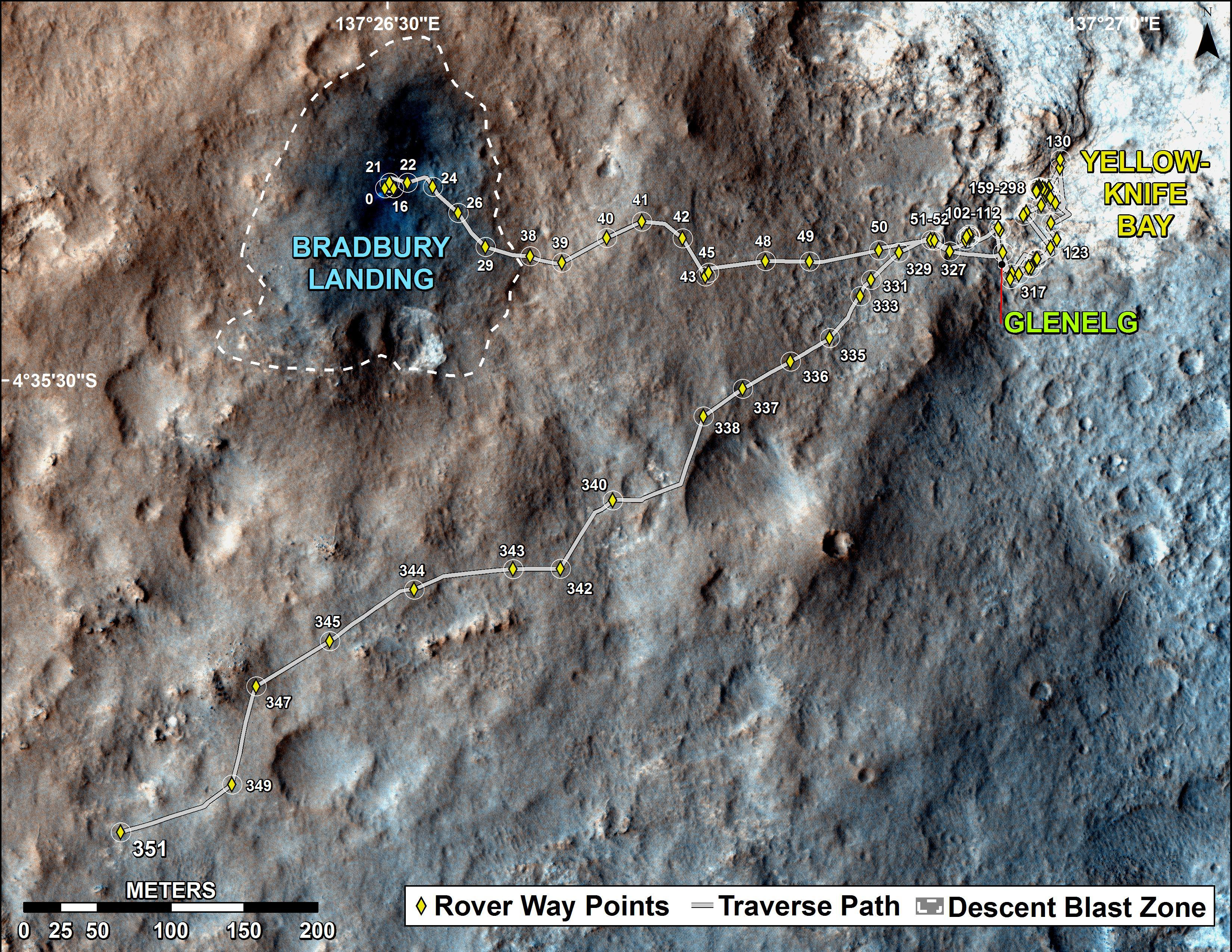
Перший рік і перша миля. Траверсна карта [Архівовано 1 лютого 2017 у Wayback Machine.] шляху марсохода Curiosity (1 серпня, 2013) (3-D [Архівовано 27 жовтня 2021 у Wayback Machine.]).